# Geelrugwever
De geelrugwever (Ploceus taeniopterus) is een zangvogel uit de familie Ploceidae (wevers en verwanten).

## Verspreiding en leefgebied
Deze soort telt 2 ondersoorten:
- P. t. furensis: westelijk Soedan.
- P. t. taeniopterus: centraal en zuidelijk Soedan, zuidwestelijk Ethiopië, noordelijk Oeganda en noordwestelijk Kenia.